# Jacques Gaillot
Jacques Gaillot (ur. 11 września 1935 w Saint-Dizier, zm. 12 kwietnia 2023) – francuski duchowny rzymskokatolicki, w latach 1982-1995 biskup Evreux.

## Życiorys
Święcenia kapłańskie przyjął 18 marca 1961. 5 maja 1982 został mianowany biskupem Evreux. Sakrę biskupią otrzymał 20 czerwca 1982. 13 stycznia 1995 został zdymisjonowany ze stanowiska ze względu na wypowiedzi niezgodne z nauczaniem Kościoła, po czym został mianowany biskupem tytularnym Parthenia.